# Grosse Pointe Park
Cet article concerne la ville de Grosse Pointe Park. Pour les communautés voisines homonymes, voir Grosse Pointe.
Grosse Pointe Park est une ville située dans l’État américain du Michigan, dans le comté de Wayne. Elle est une banlieue de Détroit. Selon le recensement de 2000, sa population est de 12 443 habitants.

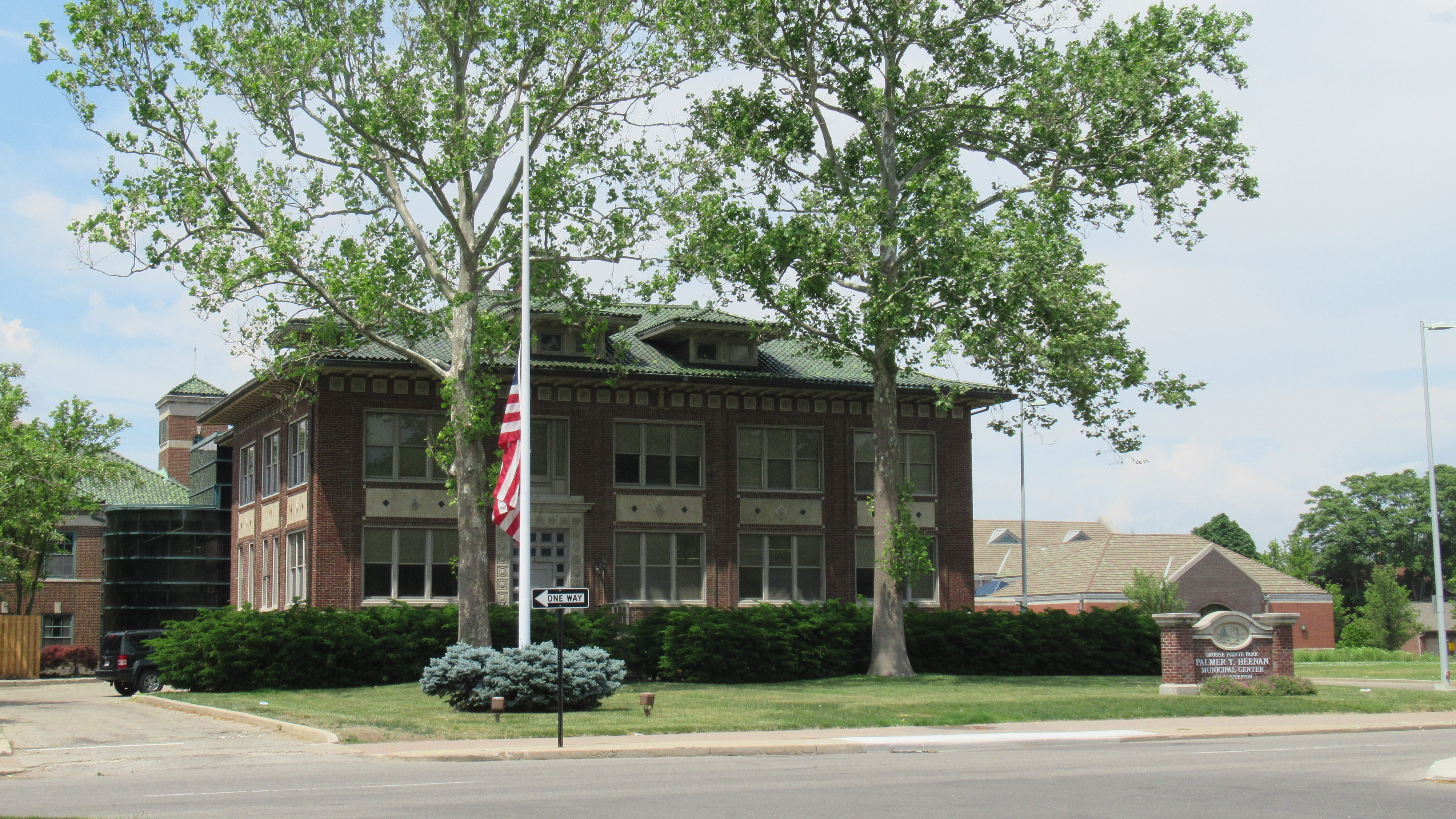
Centre municipal Palmer T.Heenan